# Dianne Foster
Dianne Foster, pseudonimo di Olga Helen Laruska (Edmonton, 31 ottobre 1928 – Hidden Hills, 27 luglio 2019), è stata un'attrice canadese.

## Biografia
Nata a Edmonton (Canada) da genitori di origine ucraina, Dianne Foster iniziò a recitare all'età di 13 anni in un adattamento teatrale di What Every Woman Knows di James Barrie. L'anno successivo intraprese la carriera radiofonica, spostandosi a Toronto e diventando una delle maggiori star canadesi della radio. La sua carriera di attrice ebbe una svolta nel 1951, in occasione di una vacanza in Inghilterra, che le fruttò una scrittura sui palcoscenici londinesi nella pièce The Hollow di Agatha Christie e in Otello di Orson Welles, oltre alla partecipazione ad alcuni film, tra i quali The Steel Key (1953).
Terminato il soggiorno a Londra, la Foster partì per gli Stati Uniti e approdò a Hollywood, dove fece il suo debutto sugli schermi americani con il film Lontano dalle stelle (1953), accanto a Charlton Heston e a Lizabeth Scott. Dopo aver sottoscritto un contratto con la Columbia Pictures, l'attrice apparve nel drammatico Il terrore corre sull'autostrada (1954), in cui interpretò una malvivente che con un complice (Kevin McCarthy) si appresta a una rapina in banca e ingaggia per la fuga un ingenuo pilota di auto da corsa (Mickey Rooney). Nello stesso anno recitò nel western 3 ore per uccidere (1954), al fianco di Dana Andrews e Donna Reed.
Nel 1955 la Foster conquistò definitivamente il successo cinematografico, prima con l'apparizione nel western Uomini violenti, nel quale recitò al fianco di star del calibro di Glenn Ford, Barbara Stanwyck, Edward G. Robinson e Brian Keith, quindi con Il kentuckiano, nel quale fu protagonista accanto a Burt Lancaster e in cui interpretò il ruolo di Hannah Bolen, una ragazza che per pagare un debito si mette alle dipendenze come sguattera di un tipaccio (Walter Matthau), dal quale la salva Big Eli (Lancaster), un vedovo che sta sfuggendo con il figlioletto da una lunga faida familiare e ha lasciato il Kentucky per raggiungere il Texas.
Nel frattempo la Foster iniziò a lavorare anche per il piccolo schermo e fece le sue prime apparizioni in serie quali Lux Video Theatre (1954) e The Ford Television Theatre (1956). La sua carriera cinematografica proseguì con altre apparizioni in film di rilievo, come Quando la bestia urla (1957), nel quale interpretò il ruolo della moglie del pugile Barney Ross (Cameron Mitchell) che durante il servizio militare contrae la malaria e diventa schiavo della morfina; seguirono poi il western Passaggio di notte (1957), al fianco di James Stewart, Audie Murphy e Dan Duryea, e il drammatico I fratelli Rico (1957), una vicenda di gangster interpretata anche da Richard Conte. Nel 1958 l'attrice si distinse prima nel dramma bellico Acque profonde, con Alan Ladd e William Bendix, quindi nel poliziesco 24 ore a Scotland Yard di John Ford, regista con cui lavorò subito dopo in L'ultimo urrà, interpretando il ruolo di Maeve Caulfield, moglie del nipote (Jeffrey Hunter) di Frank Skeffington (Spencer Tracy), un sindaco del New England che tenta la corsa alla riconferma della propria carica ma viene battuto e soccombe a un fatale attacco di cuore.
Dopo L'ultimo urrà, la Foster rimase lontana dal grande schermo per alcuni anni e si dedicò a tempo pieno alla televisione, recitando in innumerevoli serie quali Carovane verso il West (1960), Bonanza (1960) e Laramie (1961). Tornò al cinema nel 1961 per interpretare il ruolo di Carolyn Green nel film Il padrone di New York, biografia di Arnold Rothstein (David Janssen), creatore di un impero di affari illeciti nella New York degli anni venti. L'ultima apparizione sul grande schermo dell'attrice fu nella commedia Le 5 mogli dello scapolo (1963), in cui recitò accanto a Dean Martin. Nell'ultimo periodo della carriera, l'attrice apparve ancora in episodi di popolari serie come Gunsmoke (1962),  Io e i miei tre figli (1964-1965), serie per ragazzi interpretata da Fred MacMurray, Perry Mason (1962-1965), La grande vallata (1966), e Selvaggio West (1966).

## Vita privata
La Foster si sposò una prima volta nel 1951 con Andrew Allan, che aveva conosciuto presso la Canadian Broadcasting Corporation. Dopo il divorzio da Allan, si risposò nel 1954 con lo sceneggiatore Joel A. Murcott, dal quale ebbe due figli gemelli, Jason e Jodi, nati nel 1956, e da cui divorziò nel 1959.
Risposatasi nel 1961 con il dentista Harold Rowe, da lui ebbe un altro figlio, Dustin Louis, nato nel 1963. Si ritirò dalle scene nel 1966 per dedicarsi alla famiglia.

## Filmografia

### Cinema
- The Quiet Woman, regia di John Gilling (1951)
- The Lost Hours, regia di David MacDonald (1952)
- The Steel Key, regia di Robert S. Baker (1953)
- Lontano dalle stelle (Bad for Each Other), regia di Irving Rapper (1953)
- Il terrore corre sull'autostrada (Drive a Crooked Road), regia di Richard Quine (1954)
- 3 ore per uccidere (Three Hours to Kill), regia di Alfred L. Werker (1954)
- Isn't Life Wonderful!, regia di Harold French (1954)
- The Bamboo Prison, regia di Lewis Seiler (1954)
- Three's Company, regia di Terence Fisher e Charles Saunders (1954)
- Uomini violenti (The Violent Men), regia di Rudolph Maté (1955)
- Il kentuckiano (The Kentuckian), regia di Burt Lancaster (1955)
- Quando la bestia urla (Monkey on My Back), regia di André De Toth (1957)
- Passaggio di notte (Night Passage), regia di James Neilson (1957)
- I fratelli Rico (The Brothers Rico), regia di Phil Karlson (1957)
- Acque profonde (The Deep Six), regia di Rudolph Maté (1958)
- 24 ore a Scotland Yard (Gideon's Day), regia di John Ford (1958)
- L'ultimo urrà (The Last Hurrah), regia di John Ford (1958)
- Il padrone di New York (King of the Roaring 20's: The Story of Arnold Rothstein), regia di Joseph M. Newman (1961)
- Le 5 mogli dello scapolo (Who's Been Sleeping in My Bed?), regia di Daniel Mann (1963)

### Televisione
- Four Star Playhouse – serie TV, episodio 1x06 (1952)
- Douglas Fairbanks Jr. Presents – serie TV, 1 episodio (1953)
- Lux Video Theatre – serie TV, 1 episodio (1954)
- Celebrity Playhouse – serie TV, episodio 1x17 (1956)
- The Ford Television Theatre – serie TV, 1 episodio (1956)
- Markham – serie TV, 1 episodio (1959)
- Avventure lungo il fiume (Riverboat) – serie TV, 1 episodio (1960)
- Overland Trail – serie TV, 1 episodio (1960)
- General Electric Theater – serie TV, episodio 8x27 (1960)
- Shotgun Slade – serie TV, 1 episodio (1960)
- Carovane verso il West (Wagon Train) – serie TV, 1 episodio (1960)
- Hawaiian Eye – serie TV, episodio 1x31 (1960)
- Bourbon Street Beat – serie TV, episodio 1x38 (1960)
- Thriller – serie TV, episodio 1x01 (1960)
- Bonanza – serie TV, 1 episodio (1960)
- The Deputy – serie TV, 1 episodio (1960)
- Peter Gunn – serie TV, 1 episodio (1960)
- The Roaring 20's – serie TV, 1 episodio (1960)
- Outlaws – serie TV, episodio 1x09 (1960)
- Have Gun – Will Travel – serie TV, 1 episodio (1961)
- Laramie – serie TV, 1 episodio (1961)
- Route 66 – serie TV, 1 episodio (1961)
- King of Diamonds – serie TV, 1 episodio (1961)
- Scacco matto (Checkmate) – serie TV, 2 episodi (1961)
- Outlaws – serie TV, 2 episodi (1960-1961)
- Tales of Wells Fargo – serie TV, 2 episodi (1960-1962)
- I detectives (The Detectives) – serie TV, episodio 3x14 (1962)
- Gunsmoke – serie TV, episodio 7x23 (1962)
- Bus Stop – serie TV, episodi 1x10-1x25 (1961-1962)
- Undicesima ora (The Eleventh Hour) – serie TV, 1 episodio (1962)
- The Lloyd Bridges Show – serie TV, 1 episodio (1962)
- The Gallant Men – serie TV, 1 episodio (1963)
- Going My Way – serie TV, episodio 1x27 (1963)
- Indirizzo permanente (77 Sunset Strip) – serie TV, 2 episodi (1960-1963)
- Kraft Mystery Theater – serie TV, 2 episodi (1962-1963)
- Breaking Point – serie TV, 1 episodio (1964)
- Petticoat Junction – serie TV, 1 episodio (1964)
- Gli inafferrabili (The Rogues) – serie TV, 1 episodio (1965)
- Il fuggiasco (The Fugitive) – serie TV, 1 episodio (1965)
- Io e i miei tre figli (My Three Sons) – serie TV, 2 episodi (1964-1965)
- Ben Casey – serie TV, 2 episodi (1963-1965)
- Slattery's People – serie TV, 1 episodio (1965)
- Honey West – serie TV, episodio 1x04 (1965)
- Perry Mason – serie TV, 4 episodi (1962-1965)
- La grande vallata (The Big Valley) – serie TV, episodio 2x04 (1966)
- La fattoria dei giorni felici (Green Acres) – serie TV, 1 episodio (1966)
- Selvaggio west (The Wild Wild West) – serie TV, episodio 2x15 (1966)

## Doppiatrici italiane
- Lydia Simoneschi in Il kentuckiano
- Fiorella Betti in Passaggio di notte
- Dhia Cristiani in Acque profonde